# Камикава (Хоккайдо)
Камикава (яп. 上川町 Камикава-тё:) — посёлок в Японии, находящийся в уезде Камикава округа Камикава губернаторства Хоккайдо. Площадь посёлка составляет 1049,24 км², население — 4078 человек (30 июня 2014), плотность населения — 3,89 чел./км².

## Географическое положение
Посёлок расположен на острове Хоккайдо в губернаторстве Хоккайдо. С ним граничат города Асахикава, Сибецу, Китами и посёлки Биэй, Хигасикава, Тома, Айбецу, Такиноуэ, Энгару, Камисихоро, Синтоку.

## Население
Население посёлка составляет 4078 человек (30 июня 2014), а плотность — 3,89 чел./км². Изменение численности населения с 1980 по 2005 годы:
| 1980 | 9302 чел. |  |
| 1985 | 8018 чел. |  |
| 1990 | 6668 чел. |  |
| 1995 | 6285 чел. |  |
| 2000 | 5718 чел. |  |
| 2005 | 5176 чел. |  |

## Символика
Деревом посёлка считается Picea glehnii, цветком — рододендрон камчатский.